# Gouvernement Tula

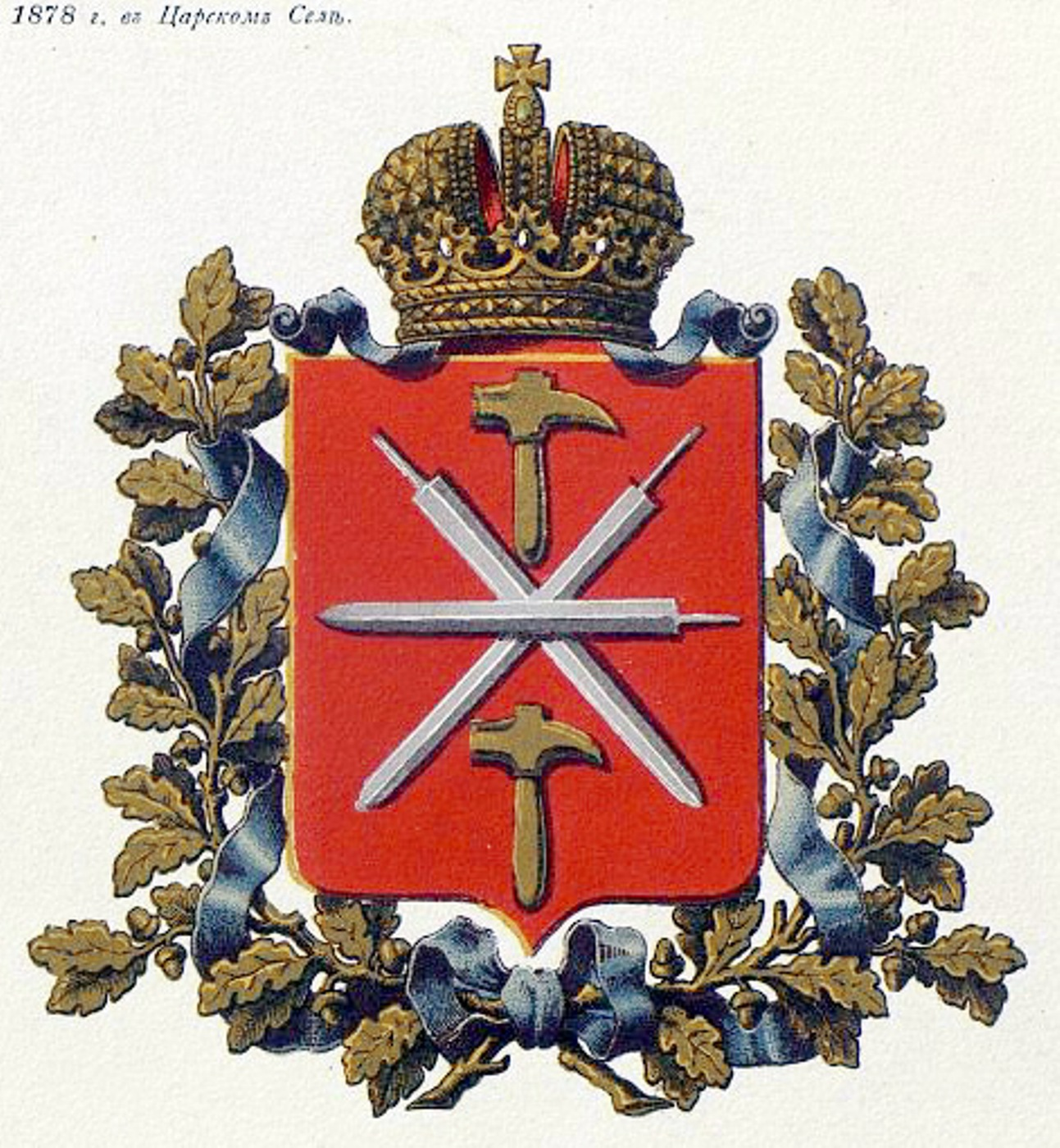
Wappen des Gouvernements

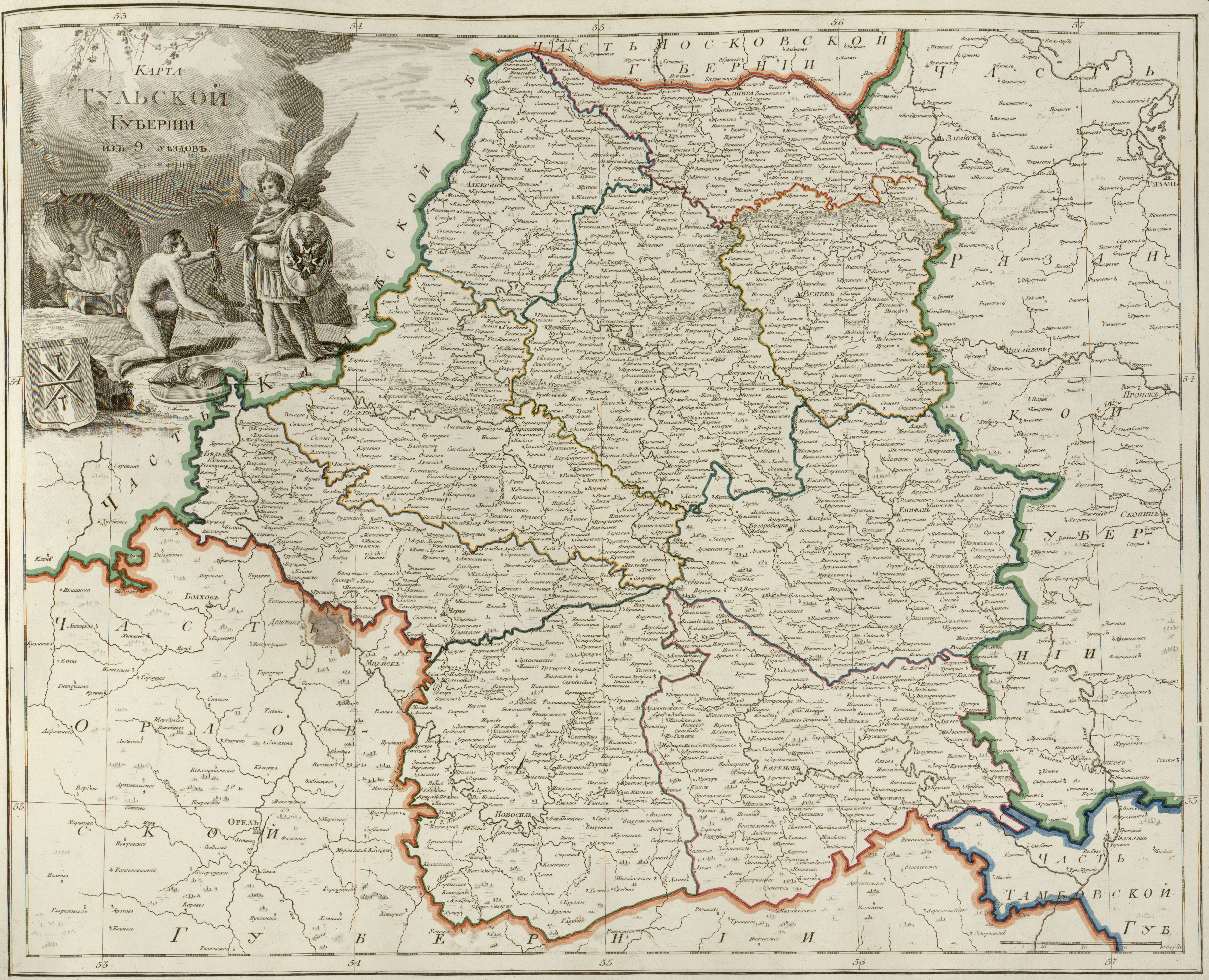
Landkarte mit Angabe der Ujesdi, 1800

Das Gouvernement Tula (russisch Тульская губерния Tulskaja gubernija) war eine Verwaltungseinheit des Russischen Kaiserreichs und der Russischen SFSR. Es grenzte an die folgenden Gouvernements (von Norden im Uhrzeigersinn): Moskau, Rjasan, Tambow, Orjol und Kaluga.
Es bestand von 1796 bis 1929, Hauptstadt war Tula.

## Einteilung
Um 1900 war es in die folgenden Kreise eingeteilt:
- Alexin
- Beljow
- Bogorodizk
- Jepifan
- Jefremow
- Kaschira
- Krapiwna
- Nowosil
- Odojew
- Tschern
- Tula
- Wenjow

Das Gouvernement Tula wurde erst zur Zeit der Russischen SFSR der Sowjetunion 1929 aufgelöst und sein Territorium der neugebildeten Zentralen Industrie-Oblast mit der Hauptstadt Moskau zugeschlagen.

## Statistik
Nach der Volkszählung von 1897 hatte das Gouvernement 1.419.456 Einwohner auf 30.959 km² (46/km²). Bis auf kleinere Gruppen von Juden, Ukrainern und Polen waren es fast durchwegs Russen.
Die Ernte lieferte 1905 in Tonnen: Roggen 272.076, Hafer 256.791, Kartoffeln 488.392, Weizen und Gerste nur in gelingen Mengen. Der Viehstand bezifferte sich 1903 auf 366.000 Pferde, 302.000 Rinder, 1.150.000 fast durchweg grobwollige Schafe und 182.000 Schweine. Obst- und Gemüsebau waren mäßig entwickelt, ersterer lieferte fast nur Äpfel. Die Industrie hatte 1900 651 Fabriken mit 20.160 Arbeitern und 16 Millionen Rubel Produktionswert. Am wichtigsten war die Zuckerindustrie, die für über 5 Millionen Rubel produzierte. Es folgten Metallverarbeitung (insbes. Teemaschinen), Eisengießerei und Branntweinbrennerei. Die Hausindustrie in Metallwaren war nach 1900 stark am Niedergang. Der Handel vertrieb außer den genannten Industrieerzeugnissen Borsten und Getreide (besonders Hafer) in großen Mengen, begünstigt durch das für damalige russische Verhältnisse hochentwickelte Eisenbahnnetz. Neben Tula war Beljow ein Handelszentrum.
1926 waren es 1.505.263 Einwohner auf 25.464 km² (59/km²).